# NBA-Draft 1983
Der NBA-Draft 1983 wurde am 28. Juni 1983 in New York City durchgeführt. Insgesamt gab es zehn Runden. Die erste Runde bestand aus 24 Picks. Die Cleveland Cavaliers erhielten als Kompensation für die gegen Ted Stepien getradeten Draftpicks eine weitere Wahl.
An erster Position wurde Ralph Sampson von den Houston Rockets gewählt.
Aus diesem Jahrgang wurde Clyde Drexler, der auch für das Dream Team während der Olympischen Sommerspiele 1992 in Barcelona zum Einsatz kam, in die Hall of Fame aufgenommen. Doc Rivers und Byron Scott starteten erfolgreiche Trainerkarrieren und wurden jeweils einmal Trainer des Jahres in der NBA.

## Runde 1
| Pick | Spieler (Position)    | Nationalität       | NBA Team               | vorheriges Team/College              |
| ---- | --------------------- | ------------------ | ---------------------- | ------------------------------------ |
| 1    | Ralph Sampson (C)     | Vereinigte Staaten | Houston Rockets        | University of Virginia               |
| 2    | Steve Stipanovich (C) | Vereinigte Staaten | Indiana Pacers         | University of Missouri               |
| 3    | Rodney McCray (SF)    | Vereinigte Staaten | Houston Rockets        | University of Louisville             |
| 4    | Byron Scott (SG)      | Vereinigte Staaten | San Diego Clippers     | Arizona State University             |
| 5    | Sidney Green (PF)     | Vereinigte Staaten | Chicago Bulls          | University of Nevada, Las Vegas      |
| 6    | Russell Cross (C)     | Vereinigte Staaten | Golden State Warriors  | Purdue University                    |
| 7    | Thurl Bailey (SF)     | Vereinigte Staaten | Utah Jazz              | North Carolina State University      |
| 8    | Antoine Carr (SF)     | Vereinigte Staaten | Detroit Pistons        | Wichita State University             |
| 9    | Dale Ellis (SG)       | Vereinigte Staaten | Dallas Mavericks       | University of Tennessee              |
| 10   | Jeff Malone (SG)      | Vereinigte Staaten | Washington Bullets     | Mississippi State University         |
| 11   | Derek Harper (PG/SG)  | Vereinigte Staaten | Dallas Mavericks       | University of Illinois               |
| 12   | Darrell Walker (SG)   | Vereinigte Staaten | New York Knicks        | University of Arkansas, Fayetteville |
| 13   | Ennis Whatley (PG)    | Vereinigte Staaten | Kansas City Kings      | University of Alabama                |
| 14   | Clyde Drexler (SG)    | Vereinigte Staaten | Portland Trail Blazers | University of Houston                |
| 15   | Howard Carter (SG)    | Vereinigte Staaten | Denver Nuggets         | Louisiana State University           |
| 16   | Jon Sundvold (PG)     | Vereinigte Staaten | Seattle SuperSonics    | University of Missouri               |
| 17   | Leo Rautins (SF)      | Kanada             | Philadelphia 76ers     | Syracuse University                  |
| 18   | Randy Breuer (C)      | Vereinigte Staaten | Milwaukee Bucks        | University of Minnesota              |
| 19   | John Paxson (PG)      | Vereinigte Staaten | San Antonio Spurs      | University of Notre Dame             |
| 20   | Roy Hinson (C)        | Vereinigte Staaten | Cleveland Cavaliers    | Rutgers University                   |
| 21   | Greg Kite (C)         | Vereinigte Staaten | Boston Celtics         | Brigham Young University             |
| 22   | Randy Wittman (SG)    | Vereinigte Staaten | Washington Bullets     | Indiana University                   |
| 23   | Mitchell Wiggins (SG) | Vereinigte Staaten | Indiana Pacers         | Florida State University             |
| 24   | Stewart Granger (PG)  | Vereinigte Staaten | Cleveland Cavaliers    | Villanova University                 |

## Weitere wichtige Picks
| Pick | Spieler (Position)  | Nationalität       | NBA Team           | vorheriges Team/College                           |
| ---- | ------------------- | ------------------ | ------------------ | ------------------------------------------------- |
| 30   | Mark West (C)       | Vereinigte Staaten | Dallas Mavericks   | Old Dominion University                           |
| 31   | Doc Rivers (PG)     | Vereinigte Staaten | Atlanta Hawks      | Marquette University                              |
| 48   | Craig Ehlo (SG)     | Vereinigte Staaten | Houston Rockets    | Washington State University                       |
| 54   | Bobby Hansen (SG)   | Vereinigte Staaten | Utah Jazz          | University of Iowa                                |
| 97   | Manute Bol (C)      | Sudan              | San Diego Clippers | University of Bridgeport                          |
| 137  | Sedale Threatt (SG) | Vereinigte Staaten | Philadelphia 76ers | West Virginia University Institute for Technology |